# Gémino de Rodas
Gémino de Rodas (también conocido como Geminus  en la versión latina de su nombre; y como Γεμῖνος ὁ Ῥόδιος en griego) fue un astrónomo y matemático griego del siglo I a. C., autor de El Isagogo, un texto concebido para la enseñanza de la astronomía.

## Vida
No es seguro que naciera en Rodas, pero algunas referencias a las montañas de esta isla en sus trabajos astronómicos, sugieren que al menos trabajó allí. Se supone que vivió en el siglo I a. C. por un párrafo de sus escritos en el que se refiere al Annus vagus del calendario egipcio como 120 años anterior, lo que daría una fecha aproximada del año 70 a. C. para sus trabajos.

## Obra

### Astronomía
La única obra que ha sobrevivido es Introducción a los Phenomena, conocida también como El Isagogo. Es una introducción astronómica basada en autores antiguos, como Hiparco de Nicea, con la intención de enseñar astronomía a estudiantes. En ella, Gémino describe el zodiaco, el movimiento del sol, las constelaciones, la esfera celeste, la sucesión día-noche, el surgimiento y puesta de los signos zodiacales, los períodos luni-solares y su aplicación a los calendarios, las fases de la luna, los eclipses, las fases estelares, las zonas terrestres, los sitios geográficos, y finalmente, expresa su desaprobación a hacer predicciones del tiempo basadas en las estrellas.

### Matemáticas
Su obra más conocida es Doctrina (o Teoría) de Matemáticas. Aunque el trabajo no ha sobrevivido, se conocen extractos conservados por Proclo, Eutocio, Al Nayrizi, y otros. En él, divide las matemáticas en dos partes: Mental y Observable, o en otras palabras Pura y Aplicada.
En la primera categoría coloca Geometría y Aritmética. En la segunda, Mecánica, Astronomía, Óptica, Geodesia, Canon (armonía musical), y Logística.

## Eponimia
- El cráter lunar Geminus lleva este nombre en su memoria.